# エンタブラチュア

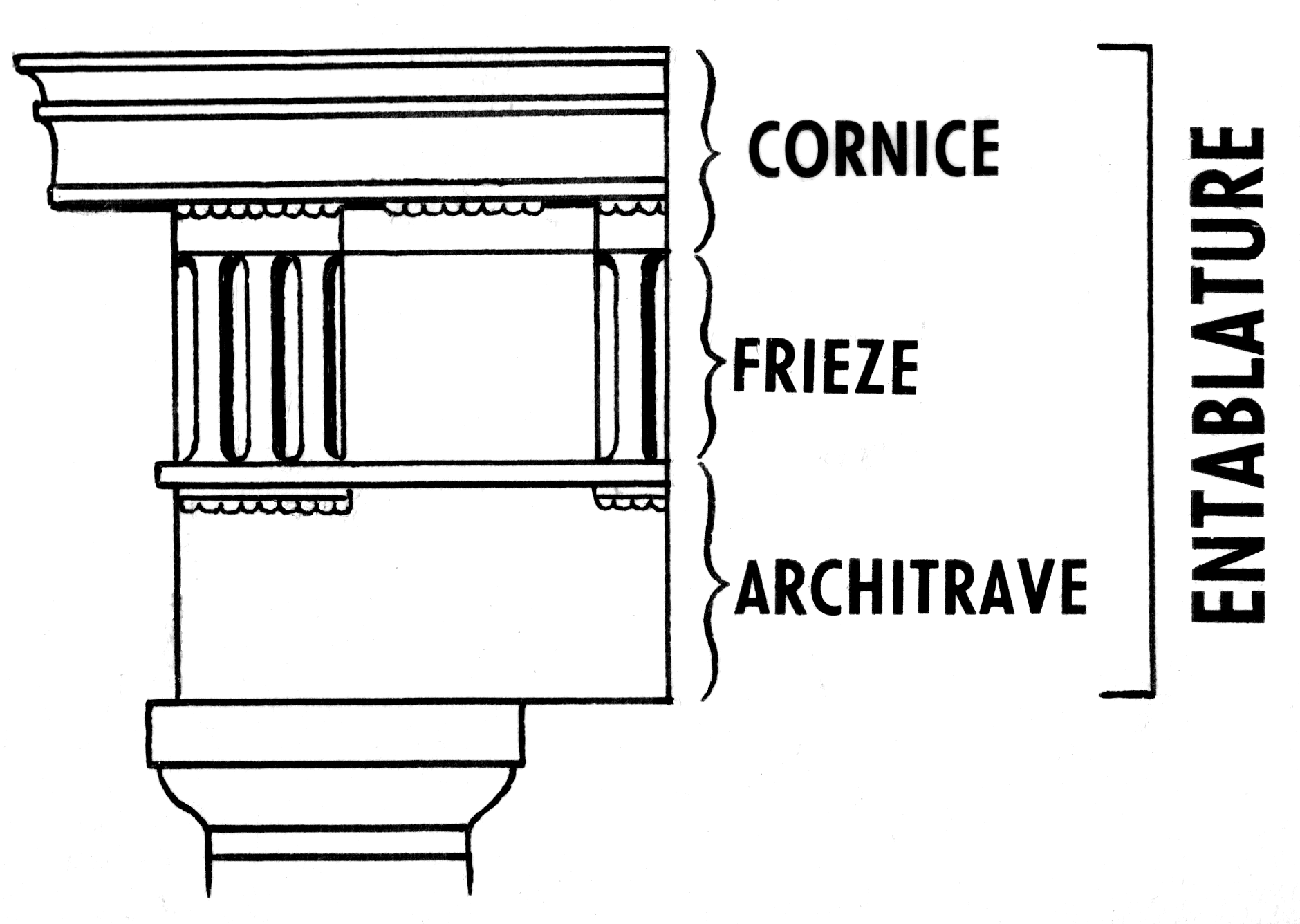
エンタブラチュアの構造。上からコーニス、フリーズ、アーキトレーブ。

エンタブラチュア（entablature、エンタブレチュア）とは、柱頭の上部へ水平に構築される部分のこと。柱の上に載る水平材。モールディングや帯状装飾で飾られる。
エンタブラチュアは古代建築の重要な要素であり、一般的にはアーキトレーブ、フリーズ、コーニスの部分に分かれる。
アーキトレーブは、円柱と、円柱や各柱、壁との間に渡されたすぐ上の部分であり、フリーズとは装飾される場合もされない場合もある細長い部分、コーニスとは破風の下に張り出した部分である。
エンタブラチュアの構造は、ドーリア式、イオニア式、コリント式の、3つの古典的オーダーに分かれる。
それぞれ、アーキトレーブ、フリーズ、コーニス部分は、オーダーの柱部分の割合により定義される。
ローマやルネサンスの様式では、通常は柱の高さの約4分の1となるが、これに合致しない派生タイプも生じている。

## ドーリア式

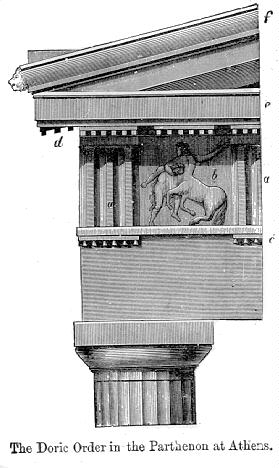
ドーリア式オーダーのエンタブラチュア

イオニア式オーダー。1.エンタブラチュア、2.コラム、3.コーニス、4.フリーズ、5.アーキトレーブ、6.柱頭、7.柱体、8.礎盤、9.ステュロバテス、10.ステレオベート

純粋な古典ドーリア式エンタブラチュアは簡素なものである。
最下部の帯状部分であるアーキトレーブは、下から上の順に、guttae 、regulae 、taenia に分かれる。
フリーズ部分はトリグリフ（トリグリュフォス）が特徴的である。
トリグリフとは垂直方向に取り付けられた飾り板状の部分で、トリグリフとトリグリフの間の部分はメトープと呼ばれる。
メトープは、装飾される場合もあれば何ら装飾のない場合もある。
トリグリフは、水平方向に平たく突出した taenia の上に位置し、アーキトレーブの最上部にあって guttae と呼ばれる雫状の装飾に接している。
トリグリフの最上部は、コーニスの出っ張りに接している。
この出っ張りの下部は mutule で装飾されているが、これは guttae で仕上げられていることの多い、飾り板状の部分である。
コーニスは、軒下端、コロナ、冠刳形(くりがた)に分かれる。
軒下端の下側は何の装飾もなく露出したままである。
コロナと冠刳形が、コーニスの主要な要素となる。

## イオニア式
イオニア式オーダーの場合、アーキトレーブに幕面が加わるが、幕面とは水平方向に張り出した平らな部分をいう。
コーニスの下の歯飾りは、歯のような形状をしたモールディング部分をいう。

## コリント式

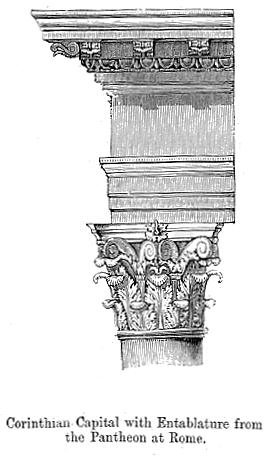
コリント式オーダーのエンタブラチュア

コリント式オーダーには、かなり華やかな装飾が施される。下から上へ、サイマ・レベルサ（波型の刳形(くりがた)、cyma reversa）、歯飾り（dentil）、オブロ（ovulo）、モディリオン（軒蛇腹下の飾り持ち送り）、ファッシア（幕面）、サイマ・レクタ（cyma recta）の部分に分かれる。
モディリオンとは装飾された腕木のことで、歯飾り同様の目的で使用され、しばしばアカンサスの葉の装飾を施される。
フリーズは省略されることもある。その例として、エレクテイオンの女人像柱のポルチコがあげられる。
フリーズはリュキアの墓所でも見当たらない。リュキアの墓所は、初期イオニアの材木構造様式を岩石で模倣したものである。
エンタブラチュアは基本的には、原初の楣（まぐさ）、つまり柱と柱に架け渡されて屋根垂木を支える横木が発達したものである。
エンタブラチュアが古典様式のコラム（円柱）と同時に構築されている例は、古典建築以外ではまれである。
エンタブラチュアは、コラムのない壁部分の上部を完成させるために使用されることもある。
ピラスター（片蓋柱。平らな柱が壁から突出した部分）や、独立していたり埋め込まれていたりする柱の場合は、エンタブラチュアはそれらの周りに施されることもある。
コラムと関わらないエンタブラチュアの使用は、ルネサンス期以後に見られる。